# Monacha
Monacha – rodzaj grupujący gatunki małych i umiarkowanie dużych ślimaków z rodziny Hygromiidae. W Polsce reprezentowany przez gatunek introdukowany: ślimaka kartuzka.

## Systematyka
Rodzaj ustanowiony przez Fitzingera w roku 1833. Gatunkiem typowym jest Monacha cartusiana (Helix cartusiana Müller, 1774), wyznaczony jako taki przez Herrmannsena w lipcu 1847 roku. Należy do rodziny Hygromiidae.

## Cechy morfologiczne

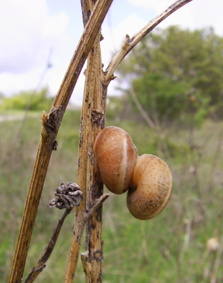
Dwa osobniki Monacha fruticola

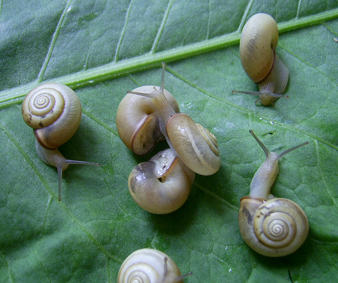
Grupka osobników ślimaka kartuzka na liściu

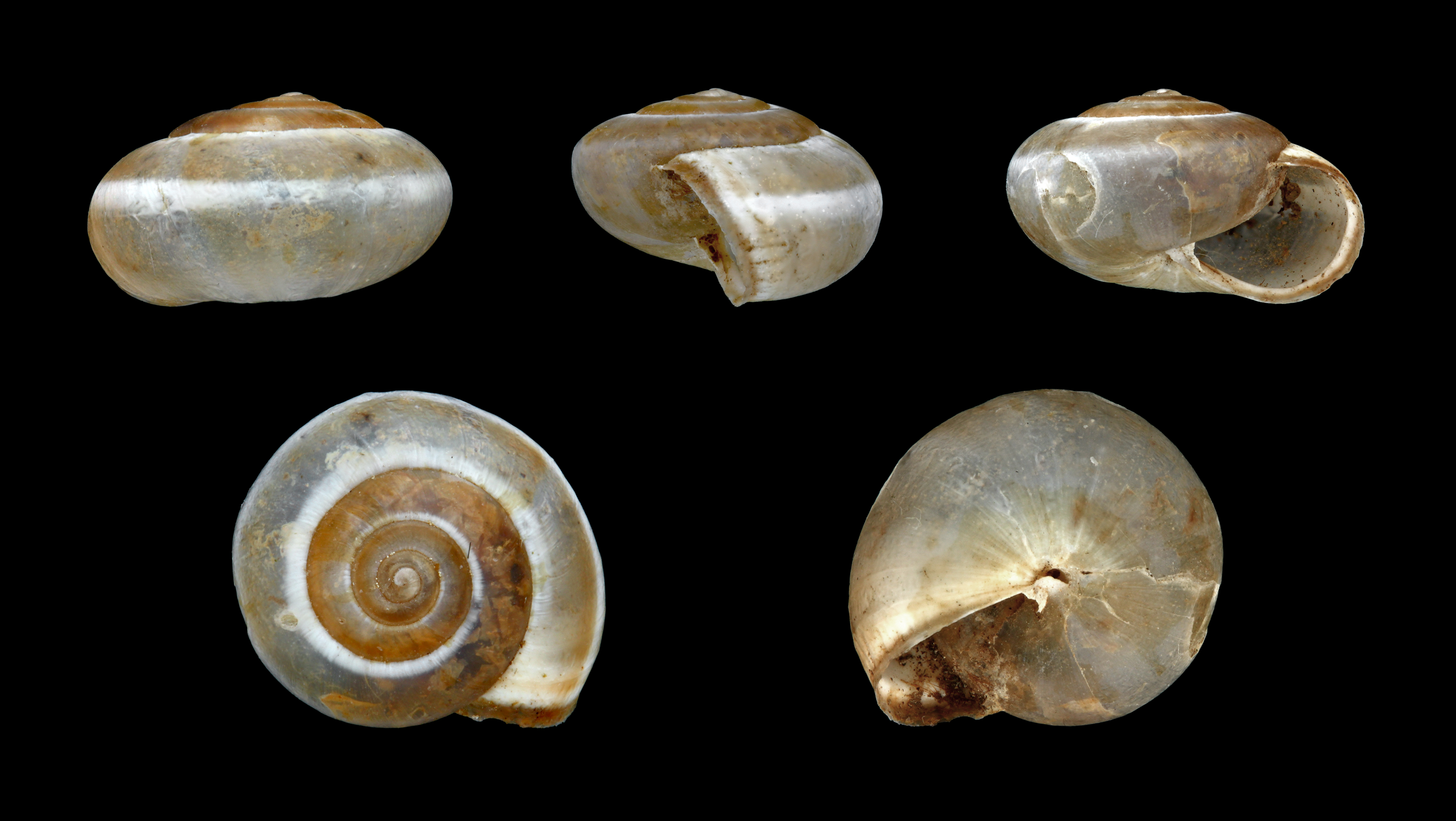
Muszla Monacha syriaca

Ślimaki niewielkich do średnich rozmiarów, o muszli kulistawej, z niską skrętką, o cienkich ściankach, gładkiej lub z niewielkimi szczecinkami, czasami z delikatnymi, spiralnymi rowkami. Skręty o białej barwie, mogą występować ciemniejsze pasy na krawędzi. Otwór muszli owalny w kształcie, warga zgrubiała, bywa kolorowa (brązowawo-czerwona). Cechy charakterystyczne dla rodzaju dotyczą szczegółów budowy organów rozrodczych.
Cykl życiowy trwa 1–2 lata.

## Występowanie
Przedstawiciele rodzaju występują w Europie Zachodniej, Afryce Północnej, Azji – aż po Półwysep Arabski, Iran i rejon Kaukazu. Największe bogactwo gatunkowe odnotowano w regionie pontyjskim.

## Gatunki
Rodzaj Monacha obejmuje następujące gatunki:

- Monacha albocincta (Hesse, 1912)
- Monacha aniliensis P.L. Reischütz & Sattmann, 1990
- Monacha ascania Hausdorf, 2000
- Monacha auturica Falkner, 2000
- Monacha badia Hausdorf, 2000
- Monacha bari Forcart, 1981
- Monacha bithynica Hausdorf, 2000
- Monacha cantiana (Montagu, 1803)
- Monacha carascaloides (Bourguignat, 1855)
- Monacha carinata Hausdorf, 2000
- Monacha cartusiana (Müller, 1774) – ślimak kartuzek, gatunek typowy
- Monacha cemenelea (Risso, 1826)
- Monacha ciscaucasica Hausdorf, 2000
- Monacha claussi Hausdorf, 2000
- Monacha claustralis (Rossmässler, 1834)
- Monacha comata Hausdorf, 2000
- Monacha compingtae (Pallary, 1929)
- Monacha consona (Rossmässler, 1839)
- Monacha crenophila (Pfeiffer, 1857)
- Monacha cretica Hausdorf, 2003
- Monacha crispulata (Mousson, 1861)
- Monacha densecostulata (Retowski, 1887)
- Monacha depressior Hausdorf, 2000
- Monacha devrekensis Hausdorf, 2000
- Monacha dirphica (Martens, 1876)
- Monacha dofleini (Hesse, 1928)
- Monacha elatior Hausdorf, 2000
- Monacha eliae (Nägele, 1906)
- Monacha emigrata (Westerlund, 1894)
- Monacha euboeica (Kobelt, 1877)
- Monacha frequens (Mousson, 1859)
- Monacha fruticola (Krynicki, 1833)
- Monacha galatica Hausdorf, 2000
- Monacha gemina Hausdorf, 2000
- Monacha georgievi Páll-Gergely, 2010
- Monacha glareosa Hausdorf, 2000
- Monacha gregaria (Rossmässler, 1839)
- Monacha hamsikoeyensis (Hudec, 1973)
- Monacha haussknechti (Boettger, 1886)
- Monacha hemitricha (Hesse, 1914)
- Monacha heteromorpha Hausdorf, 2000
- Monacha ignorata (Boettger, 1905)
- Monacha kuznetsovi Hausdorf, 2000
- Monacha lamalouensis (Reynes, 1870)
- Monacha laxa Hausdorf, 2000
- Monacha leucozona Hausdorf, 2000
- Monacha liebegottae Hausdorf, 2000
- Monacha maasseni Hausdorf, 2003
- Monacha magna Hausdorf, 2000
- Monacha margarita Hausdorf, 2000
- Monacha martensiana (Tiberi, 1869)
- Monacha melitenensis (Hesse, 1915)
- Monacha menkhorsti Hausdorf, 2000
- Monacha merssinae (Mousson, 1874)
- Monacha messenica (Blanc, 1879)
- Monacha microtricha Jaeckel, 1954
- Monacha nordsiecki Hausdorf, 2000
- Monacha nummus (Ehrenberg, 1831)
- Monacha obstructa (Pfeiffer, 1842)
- Monacha ocellata (Roth, 1839)
- Monacha oecali Hausdorf & Páll-Gergely, 2009
- Monacha orsini (Porro, 1841)
- Monacha oshanovae Pintér & Pintér, 1970
- Monacha ovularis (Bourguignat, 1855)
- Monacha pamphylica Hausdorf, 2000
- Monacha pantanellii (De Stefani, 1879)
- Monacha parumcincta (Menke, 1828)
- Monacha perfrequens (Hesse, 1914)
- Monacha pharmacia Hausdorf, 2000
- Monacha phazimonitica Hausdorf, 2000
- Monacha pseudorothii Hausdorf, 2003
- Monacha pusilla Hausdorf, 2000
- Monacha riedeli Hausdorf, 2000
- Monacha rizzae (Aradas, 1843)
- Monacha roseni (Hesse, 1914)
- Monacha rothii (Pfeiffer, 1841)
- Monacha samsunensis (Pfeiffer, 1868)
- Monacha saninensis (Pallary, 1939)
- Monacha sedissana Hausdorf, 2000
- Monacha solidior (Mousson, 1863)
- Monacha solitudinis (Bourguignat, 1852)
- Monacha spiroxia (Bourguignat, 1868)
- Monacha stipulifera Hausdorf, 2000
- Monacha subaii Hausdorf, 2000
- Monacha subcarthusiana (Lindholm, 1913)
- Monacha syriaca (Ehrenberg, 1831)
- Monacha terebrata Hausdorf, 2000
- Monacha tibarenica Neiber & Hausdorf, 2017
- Monacha venusta Pintér, 1969

Opisano też gatunki wymarłe, znane tylko ze szczątków kopalnych:
- Monacha externa Steklov, 1966 †
- Monacha pontica (P. Fischer, 1866) †
- Monacha praeorientalis Steklov, 1966 †
- Monacha sprattiana (De Stefani, 1891) †